# Valerie Wilms

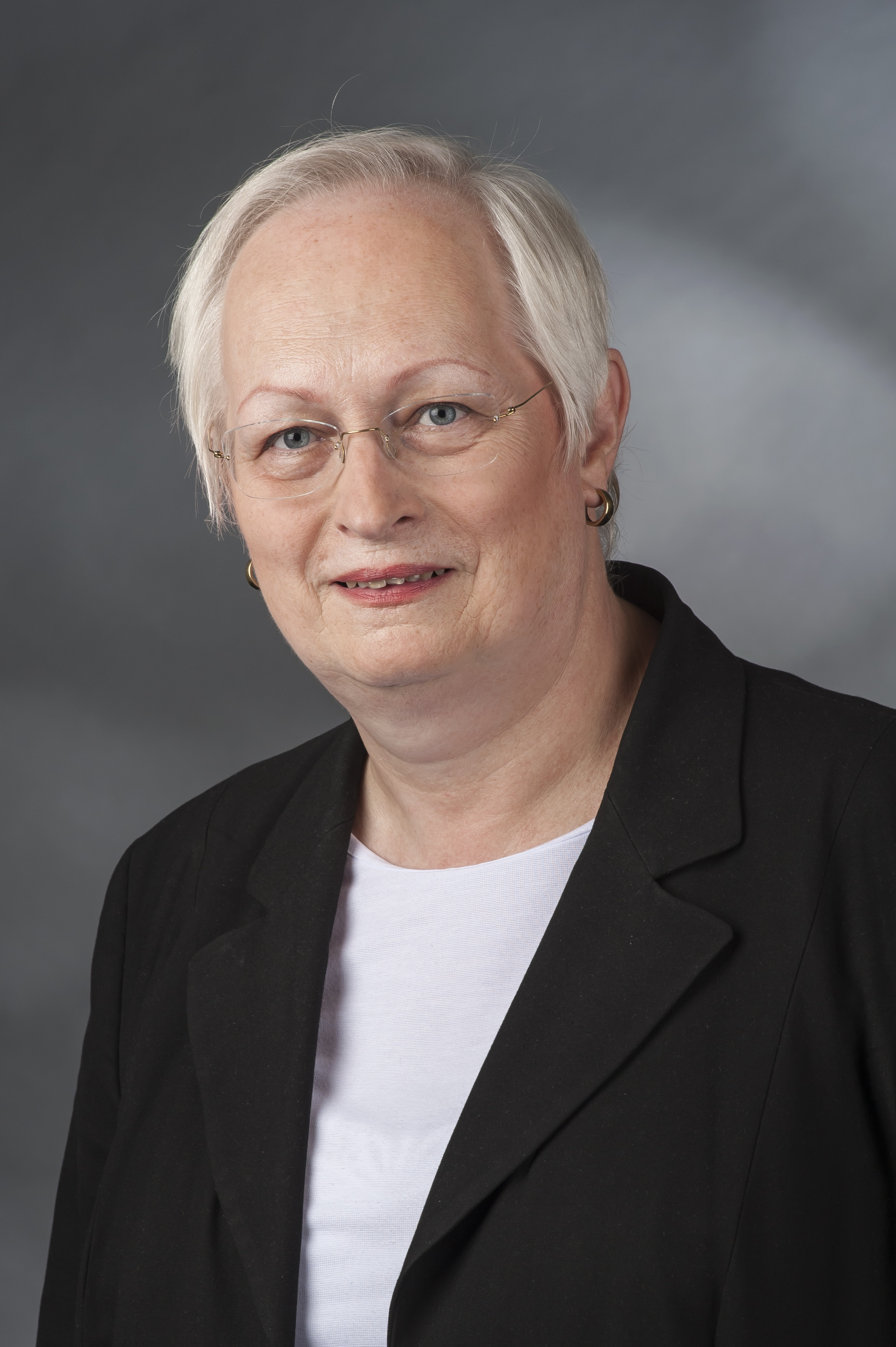
Valerie Wilms (2014)

Valerie Wilms (* 22. Januar 1954 in Hannover; ursprünglicher Name Volker Wilms) ist eine deutsche Politikerin (Bündnis 90/Die Grünen, seit 2023 parteilos). Sie war von 2009 bis 2017 Mitglied des Deutschen Bundestages.

## Leben

### Studium und Beruf
Valerie Wilms studierte von 1972 bis 1977 in Hannover Maschinenbau und erreichte den Abschluss als Diplom-Ingenieurin. 1981 wurde sie an der Hochschule der Bundeswehr Hamburg zur Doktoringenieurin promoviert. Bis 1983 arbeitete sie in der Konstruktion und wechselte dann zur Bahn-Berufsgenossenschaft als technische Aufsichtsbeamtin.
Ab 2004 nahm sie einen Lehrauftrag der Hochschule für Technik und Wirtschaft Dresden wahr und war zudem ab 2006 als Ingenieurin freiberuflich tätig.

### Politik
2005 trat sie in die Partei Bündnis 90/Die Grünen ein, für die sie 2008 zum Stadtratsmitglied in Wedel sowie zum Mitglied des Pinneberger Kreistages gewählt wurde.
Bei der Bundestagswahl 2009 war sie grüne Direktkandidatin im Wahlkreis Pinneberg und zog über Platz 3 der Bündnis 90/Die Grünen-Landesliste Schleswig-Holstein in den 17. Deutschen Bundestag ein. Von 2009 bis 2013 war sie Mitglied und Obfrau im Parlamentarischen Beirat für nachhaltige Entwicklung, Sprecherin für Bahnpolitik und stellvertretendes Mitglied im Ausschuss für Verkehr, Bau und Stadtentwicklung.
Bei der Bundestagswahl 2013 zog sie erneut in den 18. Deutschen Bundestag ein. Dort war sie Mitglied und Obfrau im Ausschuss für Verkehr und digitale Infrastruktur und im Parlamentarischen Beirat für nachhaltige Entwicklung. Vier Jahre später ließ sie sich zunächst im Kreis Pinneberg zur Direktkandidatin für die Bundestagswahl 2017 küren; eine erneute Kandidatur auf der Landesliste scheiterte jedoch. Daraufhin erklärte sie auch ihren Rücktritt von der Direktkandidatur.
Im Sommer 2017 wurde sie von der B’90/Grüne-Fraktion im Pinneberger Kreistag wieder als Bürgerliches Mitglied aufgenommen und saß dort bis zur Kommunalwahl im Mai 2018 dem Umweltausschuss vor. Seither war sie stellvertretendes bürgerliches Mitglied des Kreistagsausschusses für Finanzen sowie Mitglied des Aufsichtsrates des Abfallentsorgers GAB GmbH.
Wilms war von 2014 bis 2018 Vorsitzende des Aufsichtsrats der Stadtwerke Lübeck GmbH.
Zur Kommunalwahl 2023 trat sie erneut als Kandidatin für den Stadtrat Wedel an, diesmal auf Listenplatz 3 der Wählervereinigung Wedeler Soziale Initiative (WSI); sie blieb aber Mitglied der Grünen, bei denen sie sich nicht für die Aufnahme in deren Liste beworben hatte. Die WSI konnte 12,5 Prozent der Stimmen erlangen und Wilms wurde Mitglied im Stadtrat.
Im Juni 2023 trat sie aus der Partei Bündnis 90/Die Grünen aus. Sie begründete dies damit, dass die Grünen sich zu einem „Treiber für eine woke Kulturrevolution“ entwickelt hätten, und kritisierte eine „irrationale, selbstzerstörerische Klimapanik“.
An Ostern 2024 legte Wilms ihr Mandat nieder, nachdem sie als einziges Ratsmitglied gegen die Einleitung eines Amtsenthebungsverfahrens gegen den Wedeler Bürgermeister Gernot Kaser gestimmt hatte.

## Privat
Im April 2025 machte sie mit ihrem Buch erstmals öffentlich, dass sie als Junge geboren wurde und seit dem Alter von 41 Jahren als Frau lebt. Aufgrund dieses privaten Coming-outs ließ sich ihre damalige Lebensgefährtin von ihr scheiden. Auch zu ihren beiden Söhnen brach der Kontakt ab. Wilms sieht sich selbst nicht als biologische Frau und bezeichnet Transsexualität als „psychische Erkrankung“.

## Veröffentlichungen
- Meine zwei Leben: Als Junge geboren – als Frau im Bundestag. Langen-Müller, 2025, ISBN 978-3-7844-3743-9.